# Cammán mac Amlaíb
Cammán mac Amlaíb va ser un cabdill nòrdic-gaèlic i guerrer viking que apareix als Annals irlandesos com a protagonista d'una derrota en batalla l'any 960. Se l'ha identificat com a fill de Olaf Guthfrithsson, i molt possiblement és el mateix Sitriuc Cam que va ser derrotat novament per Amlaíb Cuarán dos anys més tard.
Els Annals d'Ulster esmenten la derrota de Cammán en un lloc nomenat Dub:
Camán fill d'Amlaíb fill de Gothfrith va ser derrotat a Dub.
No se cita qui va ser l'oponent de Cammán a la batalla i sembla que Dub és una forma incompleta del lloc, que en gaèlic irlandès significa «fosc». Edmund Hogan va identificar el lloc com a Black River, a Rosclougher, Comtat de Leitrim; i Diarmuid o Murchadha proposa Munster Blackwater.

## Sitriuc Cam
Sitriuc Cam apareix als Annals dels quatre mestres com el cabdill que va encapçalar l'ofensiva contra Uí Cholgain des del mar, i va ser derrotat pels dublinesos de Amlaíb Cuarán i una partida d'homes del regne de Leinster. Sitriuc Cam va aconseguir escapar amb les seves naus després de la matança:
| « | Un atac de Sitric Cam des del mar a Ui-Colgain; però va ser superat per Amhlaeibh, amb els estrangers d'Ath-cliath, i els homes de Leinster; al conflicte Amhlaeibh va ser ferit en la cuixa per una fletxa, i va escapar amb els seus vaixells, després de la matança a la seva gent. | » |

Uí Cholgain ocupaven el territori de Lusk, comtat de Dublín.

## Fill d'Amlaíb
Claire Downham va identificar Cammán/Sitriuc Cam com un dels fills d'Amlaíb, que va devastar les costes de Dublín el 962:
| « | La flota del fill d'Amhlaeibh i els seus Ladgmanns van arribar a Irlanda, i van devastar Conaille i Edar, amb Inis-mac-Neasain; i els Ladgmanns després van anar a l'encontre dels homes de Muster, per venjar el seu germà, Oin, i van devastar Inis-Doimhle i Ui-Liathain, i van saquejar Lis-mor i Corcach, i van fer moltes altres maldats. Després es van dirigir a Ui-Liathain, on van ser superats per Maelcluiche Ua Maeleitinn, que va fer gran matança d'ells, matant tres-cents seixanta-cinc, no van escapar molts més que la tripulació de les naus. | » |

Els Annals dels quatre mestres registren que els lagmans van acompanyar els fills d'Amlaíb a les seves expedicions per la qual cosa existeix una alta probabilitat que els fills d'Amlaíb tinguessin vincles amb els governs vikings de les illes. Els fills també apareixen a les incursions en Gal·les del Nord, Lyn i Holyhead van caure el 961, i Anglesey el 962.